# Zwermers
De zwermers of gevlekte zwervers (Tramea) vormen een geslacht van echte libellen uit de familie van de korenbouten (Libellulidae).

## Soorten
- Tramea abdominalis (Rambur, 1842)
- Tramea aquila Lieftinck, 1942
- Tramea basilaris (Palisot de Beauvois, 1805) – Sleutelgatzwermer
- Tramea binotata (Rambur, 1842)
- Tramea carolina (Linnaeus, 1763)
- Tramea cophysa Hagen, 1867
- Tramea darwini Kirby, 1889
- Tramea eurybia Selys, 1878
- Tramea insularis Hagen, 1861
- Tramea lacerata Hagen, 1861
- Tramea liberata Lieftinck, 1949
- Tramea limbata (Desjardins, 1832)
- Tramea loewii Kaup in Brauer, 1866
- Tramea minuta De Marmels & Rácenis, 1982
- Tramea onusta Hagen, 1861
- Tramea phaeoneura Lieftinck, 1953
- Tramea rosenbergi Brauer, 1866
- Tramea rustica De Marmels & Rácenis, 1982
- Tramea stenoloba (Watson, 1962)
- Tramea transmarina Brauer, 1867
- Tramea virginia (Rambur, 1842)

Niet meer geaccepteerde namen
- Tramea africana Brauer, 1867 = Trithemis africana
- Tramea argo Hagen, 1869 = Tauriphila argo
- Tramea australis Hagen, 1867 = Tauriphila australis
- Tramea biroi Förster, 1898, zie Tramea eurybia Selys, 1878
- Tramea brasiliana Brauer, 1867, zie Tramea binotata (Rambur, 1842)
- Tramea brevistyla Brauer, 1865 = Hydrobasileus brevistylus
- Tramea burmeisteri Kirby, 1889, zie Tramea basilaris (Palisot de Beauvois, 1817)
- Tramea calverti Muttkowski, 1910, zie Tramea darwini Kirby, 1889
- Tramea continentalis Selys, 1878, zie Tramea limbata (Desjardins, 1835)
- Tramea crocea Brauer, 1867 = Hydrobasileus croceus
- Tramea erythraea Brauer, 1867, zie Trithemis annulata (Palisot de Beauvois, 1807)
- Tramea huanacina Förster, 1909, zie Pantala hymenaea (Say, 1840)
- Tramea iphigenia Hagen, 1867, zie Tauriphila australis (Hagen, 1867)
- Tramea longicauda Brauer, 1867, zie Tramea binotata (Rambur, 1842)
- Tramea madagascariensis Kirby, 1889, zie Tramea limbata (Desjardins, 1835)
- Tramea monticola Lieftinck, 1942, zie Tramea eurybia Selys, 1878
- Tramea paulina Förster, 1910, zie Tramea binotata (Rambur, 1842)
- Tramea subbinotata Brauer, 1867, zie Tramea binotata (Rambur, 1842)
- Tramea translucida Kirby, 1889, zie Tramea limbata (Desjardins, 1835)
- Tramea walkeri Whitehouse, 1943, zie Tramea binotata (Rambur, 1842)
- Tramea tillyardi Lieftinck, 1942, zie Tramea loewii Brauer, 1866
- Tramea samoensis Brauer, 1867, zie Tramea transmarina Brauer, 1867
- Tramea propinqua Lieftinck, 1942, zie Tramea transmarina Brauer, 1867